# Nonac
Nonac – miejscowość i gmina we Francji, w regionie Nowa Akwitania, w departamencie Charente.
Według danych na rok 1990 gminę zamieszkiwało 290 osób, a gęstość zaludnienia wynosiła 14 osób/km² (wśród 1467 gmin regionu Poitou-Charentes Nonac plasuje się na 724. miejscu pod względem liczby ludności, natomiast pod względem powierzchni na miejscu 377.).